# Moțul curcanului
Moțul curcanului (Amaranthus caudatus - L.) este o specie anuală de plante cu flori. 
Multe părți ale plantei, inclusiv frunzele și semințele, sunt comestibile, și sunt adesea folosite ca o sursă de alimentare în India și America de Sud - unde cele mai importante specii andine de Amaranthus sunt cunoscute sub numele de kiwicha. Culoarea roșie a inflorescențelor care arată ca un moț de curcan se datorează unui conținut ridicat de betacianine.